# Megéneklünk, Románia
Megéneklünk, Románia (románul: Cîntarea României) – a romániai Ceaușescu-diktatúra által felülről létrehozott és irányított tömegmozgalom, sajtó, mely 1976 és 1989 között élt.
1. Nicolae Ceaușescu államelnök 1971-es kínai látogatása után az ott kibontakozott balos nacionalista "kulturális forradalom" mintájára Romániában létesített hivatalos műkedvelő tömegmozgalom. Nevét Alecu Russo (1819-1859) román író Cîntarea României c. prózai költeményéről vette. Az 1960-as évek végén újraszerveződő közművelődési egyesületek és együttesek munkájának fokozatos visszaszorítása, majd teljes felszámolása után, különösen a szórványvidéken, ez a felülről kezdeményezett és intézményes támogatást élvező műkedvelő tömegmozgalom rövid időre alkalmat adott a magyar énekkarok, színjátszó csoportok, népművészek és néptáncosok mozgósítására is, de a diktatúra szigorodásával az állami művészetirányítás egyre inkább egy megideologizált, propagandaszolgálatba állított műnépi kultúrát kívánt a Megéneklünk, Románia rendezvényeinek színpadán látni. Ugyanakkor a sztárszerepre kiválasztott "népi alkotókat" – e szellem vállalóit – igyekezett kijátszani a "kezelhetetlen" hivatásos művészekkel szemben, s a fékevesztett személyi kultusz megtévesztő propagandaeszközévé alacsonyította őket.
2. A Művelődés folyóirat fokozatos megszüntetésével 1985 decemberétől magyar műsoranyag már csak a Cîntarea României címet felvett román nyelvű művelődési folyóirat mellékleteként jelenhetett meg, az is csak a román "mini-kulturális forradalom" szellemében. A módszertani irányítás kizárólag román nyelvű lett és külön e célra nevelt "aktivisták" kezére került 1989 végéig.